# 老いた騎士の肖像
『老いた騎士の肖像』（おいたきしのしょうぞう、西: Retrato de caballero anciano) 、または『老いた紳士の肖像』（おいたしんしのしょうぞう、英: Portrait of an Old Nobleman)  は、クレタ島出身のマニエリスム期のスペインの巨匠エル・グレコが1587–1600年に制作したキャンバス上に油彩で制作した肖像画である。かつて旧マドリード王宮の地下に保管されていた作品で、現在、マドリードのプラド美術館に所蔵されている。モデルの人物の名前は不明であるが、おそらく当時エル・グレコが居住していたトレドの人物であろう。人物の肩の上の画面右側に、画家の署名がギリシャ語で「domenikos theoto: / kopol´´epoiei」と記されている。

## 作品
本作は、エル・グレコの肖像画の傑作と見なされている。胸像としては部分的で、一般的な胸像の類型にはあてはまらない。当時の肖像画に見られる修辞学的要素、すなわち、服装、ジェスチャー、背景の風景といったものは極限まで切り詰められている。硬い白色の襞襟以外に、服装を表す細部も描かれていない。人物は灰色の背景の中、画面前景に簡素に提示され、鑑賞者をまっすぐに凝視している。結果として、本作は、エル・グレコの肖像画中で最も印象的なものの1つとなっている。
批評家バルトロメ・コッシーオ (Bartolomé Cossío) は1908年のエル・グレコ作品の総目録で本作を称賛し、「エル・グレコのすべての肖像画家の中で、この頭部に勝る作品を見出すことは難しい。それは、厳格で緻密な制作と背景、形体の簡素さによるものである」と述べている。
なお、本作の制作年としては1584年から1600年までが提唱されており、エル・グレコの肖像画の年代を特定するのは主題のある作品より難しいことを物語っている。

## 複製

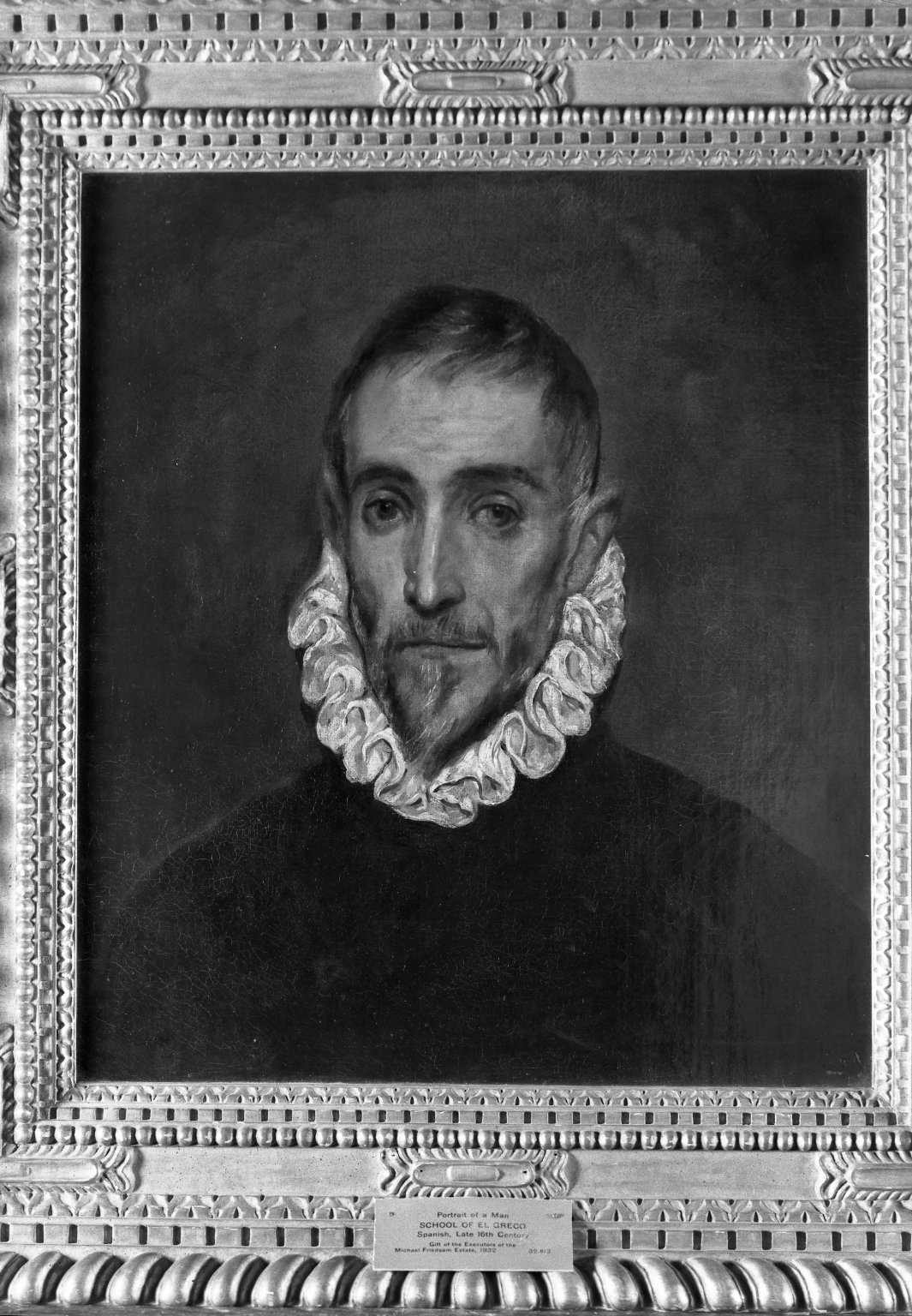
ブルックリン美術館の複製

スペインの画家リカルド・デ・マドラーソ (Ricardo de Madrzao) により水彩画の複製が1873年に制作された。厚紙に描かれた縦13.2ミリ横11.8ミリのこの複製は、「A mi querido Martin Rico (私の親愛なるマルティン・リコ)」に捧げられ、「Ricardo Madrazo / Roma 1873 (リカルド・マドラーソ 1873年)」と署名されており、エル・グレコの技術を研究していた19世紀の画家たちへのエル・グレコの影響を示している。
ニューヨークのブルックリン美術館には、マイケル・フリードサムから遺贈された贋作が所蔵されている。現在、「エル・グレコ様式の」作品とされているが、X線調査によれば、このキャンバス上の油彩作品は、切断された古いキャンバス上に溶けやすい近代の絵具で描かれており、顕微鏡の分析では経年による自然な絵具のひび割れがないことが明らかになった。ブルックリン美術館は、遺贈作品に関する規則のため、この作品を所蔵作品から外すことはできない。